# Dominique Wolton
Pour les articles homonymes, voir Wolton.
Dominique Wolton, né le 26 avril 1947 à Douala (Cameroun), est un sociologue français.
Directeur de recherche au CNRS en sciences de la communication, il est spécialiste des médias, de l'espace public, de la communication politique, et des rapports entre sciences, techniques et société. Ses recherches contribuent à valoriser une conception de la communication qui privilégie l'homme et la démocratie plutôt que la technique et l'économie.

## Carrière
Licencié en droit et diplômé de l'Institut d’études politiques de Paris (1970), docteur en sociologie, Dominique Wolton est directeur de recherche au CNRS. Il est l'auteur d'une trentaine d'ouvrages traduits en vingt langues, dont quatre d'entretiens : Raymond Aron. Le Spectateur engagé (1981) ; Jean-Marie Lustiger. Le Choix de Dieu (1987) ; Jacques Delores. L'Unité d'un homme (1994) et Pape François. Politique et société (2017). Il a également rédigé plus d'une centaine d'articles, et participé à des émissions de télévision avec Raymond Aron et Jean-Marie Lustiger. 
Directeur du programme Science, Technique, Société du CNRS (1980-1985), puis du programme Communication (Neurosciences, sciences cognitives et sciences de l'homme et de la société) du CNRS (1985-2000), il a créé le laboratoire de Communication et Politique du CNRS (LCP) (1988-2000) et le laboratoire Information, communication et enjeux scientifiques du CNRS (2000-2007), puis en 2007, l'Institut des sciences de la communication du CNRS (ISCC), qu'il a dirigé jusqu'en 2014.
Il a fondé en 1988 et dirige la revue internationale Hermès (CNRS Éditions), vouée à l'étude interdisciplinaire de la communication, dans ses rapports avec les individus, les techniques, les cultures, les sociétés. Il dirige également les collections « Les Essentiels d'Hermès » et « CNRS Communication » éditées par CNRS Éditions.

## Domaines de recherche
Les recherches de Dominique Wolton explorent une dizaine de thèmes principaux : « l'individu,  la famille, les relations interpersonnelles,  le travail, la technique, les médias, l'opinion publique, l'espace public et la communication politique,  l'information et le journalisme, Internet et le numérique,  l'Europe,  la politique, la culture, l'anthropologie, la diversité culturelle et la mondialisation,  les langues romanes et les aires culturelles,  les rapports sciences-techniques-société, l'information, la communication et l'épistémologie de la connaissance».
Analyste des rapports entre culture, communication, société et politique,  il a beaucoup écrit sur les médias, la communication politique, l’Europe, Internet, et étudié les conséquences politiques et culturelles de la mondialisation de l’information et de la communication. Pour lui, l’information et la communication sont un des enjeux politiques majeurs du XXIe siècle et la cohabitation culturelle un impératif à construire comme condition de la 3e mondialisation.
Dans son livre, « Informer n'est pas communiquer » publié en 2009 aux éditions CNRS, il popularise le terme incommunication.

## Distinctions et participations
Engagé dans la société civile, Dominique Wolton participe à différentes instances de la recherche, de la francophonie et des médias. Membre du Conseil d'administration du Groupe France Télévisions, ancien membre du Conseil d'administration de l'Agence universitaire de la Francophonie (AUF) et du Conseil scientifique de l'Office parlementaire d'évaluation des choix scientifiques et technologiques (OPECST), il préside le Conseil de l'Éthique publicitaire (CEP) de l'Autorité de régulation professionnelle de la publicité (ARPP).
Il a été membre du Conseil scientifique du CNRS (2005-2010), de la Commission nationale française pour l'Unesco (2004-2010), du Haut Conseil de la Francophonie (2004-2006), du Comité d'éthique du CNRS (Comets) (1993-2005) et du Comité consultatif national d'éthique pour les sciences de la vie et de la santé (CCNE) (1997-2005).
Enfin, il est membre de l'Académie des technologies et membre de l'Académie des sciences de l'Outremer au fauteuil de Paul Chauvet (06/01/2012). Il a reçu en 2000 le Prix Georges-Pompidou et le Prix du livre France Télévisions.
Le 22 mars 2012, il se porte candidat à l'Académie française au fauteuil de Jean Dutourd. Il n'obtient que cinq voix lors de l'élection du 10 mai 2012 : aucun candidat n'est retenu dans cette élection blanche.

## Décorations
- Commandeur de l'ordre national du Mérite, le 30 novembre 2019, par le Ministère de l'Enseignement supérieur, de la Recherche et de l'Innovation[8] ; il est directement fait officier le 14 novembre 2008[9].
- Officier de la Légion d'honneur Il est fait chevalier le 11 avril 2001[10], puis est promu officier le 12 juillet 2013[11].
- Officier de l'ordre des Palmes académiques
- Officier de l'ordre des Arts et des Lettres

## Ouvrages
- Dominique Wolton, Penser l'incommunication, Lormont, Le Bord de l'eau, 2024.
- Dominique Wolton, Communiquer, c'est négocier, Paris, CNRS Éditions, coll. « Débats », 2022.
- Dominique Wolton, Pape François. Politique et société, Éditions de l'Observatoire, 2017Rencontres avec Dominique Wolton, traductions étrangères.
- Dominique Wolton, Communiquer c'est vivre, Paris, Cherche-midi, 2016Entretiens avec Arnaud Benedetti.
- Dominique Wolton, Avis à la pub, Paris, Cherche-midi, 2015.
- Dominique Wolton, La communication, les hommes et la politique., Paris, CNRS Éditions, coll. « Biblis », 2015.
- Dominique Wolton, Indiscipliné. La communication, les hommes et la politique, Paris, Odile Jacob, 2012.
- Dominique Wolton, Informer n’est pas communiquer, Paris, CNRS Éditions, coll. « Débats », 2009Traductions étrangères.
- Dominique Wolton, McLuhan ne répond plus. Communiquer c'est cohabiter, La Tour d'Aigues, Editions de l'Aube, 2009Entretien avec Stéphane Paoli et Jean Viard, traductions étrangères.
- Dominique Wolton, Demain la francophonie : Pour une autre mondialisation, Paris, Flammarion, 2006.
- Dominique Wolton, Il faut sauver la communication, Paris, Flammarion, 2005Traductions étrangères.
- Dominique Wolton, Télévision et civilisations, Bruxelles, Editions Labor, 2004Entretiens avec Hugues Le Paige.
- Dominique Wolton, La télévision au pouvoir. Omniprésente, irritante, irremplaçable, Paris, Universalis, coll. « Le tour du sujet », 2004.
- Dominique Wolton, L'autre mondialisation, Paris, Flammarion, 2003Traductions étrangères.
- Dominique Wolton, Internet : petit manuel de survie, Paris, Flammarion, 2000Entretien avec Olivier Jay
- Dominique Wolton, Internet et après ? Une théorie critique des nouveaux médias, Paris, Flammarion, 1999.
- Dominique Wolton, Penser la communication, Paris, Flammarion, 1997.
- Dominique Wolton, Jacques Delors. L'unité d'un homme, Paris, Odile Jacob, 1994Entretiens avec Dominique Wolton.
- Dominique Wolton, La dernière utopie. Naissance de l'Europe démocratique, Paris, Flammarion, 1993.
- Dominique Wolton, War game. L’information à la guerre, Paris, Flammarion, 1991Traductions étrangères.
- Dominique Wolton, Éloge du grand public. Une théorie critique de la télévision, Pari, Flammarion, 1990.
- Dominique Wolton et Jean-Louis Missika, La folle du logis. La télévision dans les sociétés démocratiques, Paris, Gallimard, 1983.
- Dominique Wolton et Michel Wieviorka, Terrorisme à la une. Média, terrorisme et démocratie, Paris, Gallimard, 1987.
- Dominique Wolton, Jean-Marie Lustiger. Le Choix de Dieu, Paris, B. de Fallois, 1987Entretiens avec Jean-Louis Missika et Dominique Wolton
- Dominique Wolton, Raymond Aron. Le spectateur engagé, Paris, Julliard, 1981Entretiens avec Jean-Louis Missika et Dominique Wolton.
- Dominique Wolton, Le nouvel ordre sexuel, Paris, Le Seuil, 1974.
- Dominique Wolton (en collaboration avec la CFDT), Les dégâts du progrès. Les travailleurs face au changement technique, Paris, Le Seuil, 1977.
- .Dominique Wolton, Alain Giraud et Jean-Louis Missika, Les réseaux pensants. Télécommunications et société, Paris, Masson, 1978.
- .Dominique Wolton et Jean-Louis Lepigeon, L'information demain. De la presse écrite aux nouveaux médias, Paris, La Documentation française, 1979.
- .Dominique Wolton, J.-Ph. Faivret et J.-L. Missika (en collaboration avec la CFDT), Le Tertiaire éclaté. Le travail sans modèle, Paris, Le Seuil, 1980.